# Arenophryne rotunda
Arenophryne rotunda är en groddjursart som beskrevs av Tyler 1976. Arenophryne rotunda ingår i släktet Arenophryne och familjen Myobatrachidae. IUCN kategoriserar arten globalt som livskraftig. Inga underarter finns listade i Catalogue of Life.

## Bildgalleri

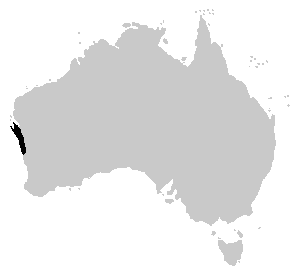